# حذاء باليه
حذاء الباليه أو نعل الباليه هو حذاء خفيف الوزن مصمم خصيصًا لرقص الباليه. قد يكون مصنوعاً من الجلد الناعم أو الخيش أو الساتان وبطانة مرنة ورقيقة. تقليديًا، ترتدي النساء الأحذية الوردية والرجال يرتدون الأحذية البيضاء أو السوداء. النعال باللون البيج تعطي مظهر الرقص حافي القدمين يتم ارتداؤها في الباليه الحديث وأحيانًا الرقص الحديث لكل من الرجال والنساء.
عادة جميع الراقصين يرتدون نعال الباليه في بداية حصص الباليه، بينما الراقصات الإناث قد تغير إلى أحذية الباليه الناعمة للعمل المركزي والأداء. يجب أن تتناسب أحذية الباليه مع القدم من أجل السلامة والاحتفاظ بالمرونة بشكل كبير.

## الإنشاء
تتميز أحذية الباليه التقليدية بنعل جلدي لا يصل طوله إلى حواف الحذاء لتطور الحديث هو الجزء المنفرد الذي يوفر مرونة أكبر ويؤكد شكل القدم عند الإشارة إليه. عادة ما تكون مصنوعة من الجلد أو قماش كتاني أو ساتان الأحذية الجلدية طويلة الأمد. الأحذية القماشية تكون أقل تكلفة ويتم ارتداءها بشكل أسرع من أحذية الباليه الجلدية. اما الأحذية المصنوعة من الساتان غالباً ما تستخدم للعروض ويمكن ارتداءها بشكل أسرع.
في الغالب يتم تأمين الأحذية باستخدام شريط مطاطي عبر قوس القدم أو شريطين على شكل "X" في الجزء العلوي من القوس. أما الأحذية ذات الأربطة المزدوجة ستقوم بعض الشركات المصنعة لرقص الباليه بإرفاق شريط واحد لكل حذاء كجزء من عملية الإنتاج وتركها للمشتري لإرفاق النهايات الحرة للنطاقات الملائمة.

## التاريخ
بدأت النساء رقص الباليه في عام 1682 وبعد عشرين عاما أمر ملك فرنسا لويس الرابع عشر بتأسيس الأكاديمية الملكية للرقص. في ذلك الوقت كان حذاء الباليه القياسي الخاص بالمرأة يحتوي على كعب، في منتصف القرن الثامن عشر كانت الراقصة ماري كامارغو من فرقة
```
باريس
 هي أول من ارتدت حذاء دون كعب. وبعد 
الثورة الفرنسية
 ازيلت جميع الأحذية بالعكب من البالية القياسية حتى الآن.
```